# Ліберті Тауншип (Нью-Джерсі)
Ліберті Тауншип (англ. Liberty Township) — селище (англ. township) в США, в окрузі Воррен штату Нью-Джерсі. Населення — 2670 осіб (2020).

## Демографія
Згідно з переписом 2010 року, у селищі мешкали 2942 особи в 1047 домогосподарствах у складі 789 родин. Було 1151 помешкання
Расовий склад населення:
| - 95,6 % — білих - 1,5 % — азіатів - 1,0 % — чорних або афроамериканців - 0,2 % — корінних американців |

До двох чи більше рас належало 1,2 %. Частка іспаномовних становила 4,1 % від усіх жителів.
За віковим діапазоном населення розподілялося таким чином: 24,3 % — особи молодші 18 років, 66,1 % — особи у віці 18—64 років, 9,6 % — особи у віці 65 років та старші. Медіана віку мешканця становила 41,8 року. На 100 осіб жіночої статі у селищі припадало 104,3 чоловіків;  на 100 жінок у віці від 18 років та старших — 98,4 чоловіків також старших 18 років.
Середній дохід на одне домашнє господарство  становив 91 855 доларів США (медіана — 93 833), а середній дохід на одну сім'ю — 99 082 долари (медіана — 101 875). Медіана доходів становила 52 885 доларів для чоловіків та 48 906 доларів для жінок. За межею бідності перебувало 6,8 % осіб, у тому числі 10,2 % дітей у віці до 18 років та 14,9 % осіб у віці 65 років та старших.
Цивільне працевлаштоване населення становило 1541 осіб. Основні галузі зайнятості: освіта, охорона здоров'я та соціальна допомога — 22,5 %, будівництво — 13,6 %, роздрібна торгівля — 9,9 %, виробництво — 8,5 %.